# Mosopia megaspila
Mosopia megaspila là một loài bướm đêm trong họ Noctuidae.